# Campionati europei di tuffi 2019 - Piattaforma 10 metri maschile
La gara della piattaforma 10m maschile ai campionati europei di tuffi 2019 si è svolta l'11 agosto 2019, presso la Sport Arena Liko di Kiev. Al mattino si sono disputati i preliminari a cui hanno partecipato 19 atleti, mentre nel pomeriggio si è svolta la finale.

## Medaglie
| Posizione | Atleti           | Paese   |
| --------- | ---------------- | ------- |
| Oro       | Oleksij Sereda   | Ucraina |
| Argento   | Benjamin Auffret | Francia |
| Bronzo    | Ruslan Ternovoj  | Russia  |

## Risultati
| Pos. | Atleti                  | Nazionalità   | Preliminari | Preliminari | Finale | Finale |
| Pos. | Atleti                  | Nazionalità   | Punti       | Pos.        | Punti  | Pos.   |
| ---- | ----------------------- | ------------- | ----------- | ----------- | ------ | ------ |
|      | Oleksij Sereda          | Ucraina       | 447.70      | 1           | 488.85 | 1      |
|      | Benjamin Auffret        | Francia       | 405.60      | 5           | 474.90 | 2      |
|      | Ruslan Ternovoj         | Russia        | 402.60      | 6           | 445.25 | 3      |
| 4    | Nikita Šlejcher         | Russia        | 430.30      | 2           | 445.05 | 4      |
| 5    | Constantin Popovici     | Romania       | 359.60      | 11          | 430.80 | 5      |
| 6    | Oleh Serbin             | Ucraina       | 362.65      | 9           | 424.90 | 6      |
| 7    | Timo Barthel            | Germania      | 425.60      | 3           | 422.75 | 7      |
| 8    | Matthew Dixon           | Gran Bretagna | 391.10      | 7           | 405.05 | 8      |
| 9    | Noah Williams           | Gran Bretagna | 423.90      | 4           | 402.65 | 9      |
| 10   | Riccardo Giovannini     | Italia        | 373.85      | 8           | 385.60 | 10     |
| 11   | Lou Massenberg          | Germania      | 352.10      | 12          | 381.35 | 11     |
| 12   | Vinko Paradzik          | Svezia        | 361.10      | 10          | 336.40 | 12     |
| 13   | Andreas Sargent Larsen  | Italia        | 336.15      | 13          |        |        |
| 14   | Lev Sargsyan            | Armenia       | 332.80      | 14          |        |        |
| 15   | Dariush Lotfi           | Austria       | 315.05      | 15          |        |        |
| 16   | Vladimir Harutyunyan    | Armenia       | 311.00      | 16          |        |        |
| 17   | Artsiom Barouski        | Bielorussia   | 290.45      | 17          |        |        |
| 18   | Martin Bang Christensen | Danimarca     | 264.45      | 18          |        |        |
| 19   | Kıvanç Gür              | Turchia       | 206.40      | 19          |        |        |